# Inscripción aqueménida de la isla de Jark
La Inscripción aqueménida de la Isla de Jarg es una importante inscripción del Imperio aqueménida que fue descubierta en 2007 mientras se construía una carretera. Se encuentra en la isla de Jark, Irán. Esta inscripción está escrita en idioma persa antiguo con alfabeto persa antiguo cuneiforme . La altura y la anchura de esta inscripción es de alrededor de un metro. La inscripción fue grabada alrededor del año 400 a. C. La inscripción contiene cinco líneas y seis palabras en persa antiguo, cinco de las cuales eran desconocidas en el momento de su descubrimiento. La inscripción dice así: «La tierra no irrigada se alegró [con] mi traída [de agua]».
El lingüista Habib Borjian explica que si la inscripción es auténtica, combinada con la historia conocida del uso del kariz en la isla, «que se produjo bajo el dominio aqueménida en el Oriente Próximo (550-330 a. C.)», así que se puede sugerir que hubo una colonización de Jarkpor los aqueménidas.  El dialecto iraní de los colonos aqueménidas  puede haber sido a su vez el antepasado del idioma jarki, a lo que añade Borjian que «no hay pruebas contradictorias que hagan inverosímil esta hipótesis». Algunos estados árabes del Golfo Pérsico han intentado sin éxito demostrar que la inscripción es falsa. En 2008, la inscripción fue gravemente vandalizada y ahora el 70 % del texto está destruido y solo ha sobrevivido una línea de la inscripción. La isla de Jarq es una importante isla perteneciente a Irán y se necesita una licencia para viajar a ella. La Organización de Patrimonio Cultural, Artesanía y Turismo de Irán declaró que «esta inscripción es un documento importante sobre la denominación del golfo Pérsico».